# Шайноги
Шайноги (укр. Шайноги) — село в Радеховской городской общине Шептицкого района Львовской области Украины.
Население по переписи 2001 года составляло 394 человека. Занимает площадь 1,869 км². Почтовый индекс — 80252. Телефонный код — 3255.